# Rupert Murdoch
Keith Rupert Murdoch, AC, KCSG (sinh 11 tháng 3 năm 1931 tại Melbourne), thường được biết đến với cái tên Rupert Murdoch, là một ông trùm truyền thông toàn cầu người Úc-Mỹ. Ông là cổ đông, chủ tịch, giám đốc điều hành của News Corporation. Bắt đầu sự nghiệp với báo giấy, tạp chí, và những kênh truyền hình tại quê nhà Úc, Murdoch đã phát triển News Corp tới thị trường truyền thông Anh, Mỹ và châu Á. Những năm gần đây ông trở thành nhà đầu tư hàng đầu trong lĩnh vực truyền hình vệ tinh cũng như ngành công nghiệp điện ảnh, Internet và truyền thông. Trụ sở chính của News Corp được đặt ở New York, Mỹ.
Theo Tạp chí Forbes, Murdoch là người giàu thứ 24 tại Mỹ, giàu thứ 67 và nắm nhiều quyền lực thứ 13 trên toàn thế giới với số tài sản lên đến 18,3 tỷ USD.